# Tell It to My Heart (single van Taylor Dayne)
"Tell It to My Heart" is een nummer van de Amerikaanse zangeres Taylor Dayne. Het verscheen op haar gelijknamige debuutalbum uit 1987. Op 24 juli van dat jaar werd het uitgebracht als haar eerste single.

## Achtergrond
"Tell It to My Heart" is geschreven door Seth Swirsky en Ernie Gold en geproduceerd door Ric Wake. Swirsky was werkzaam bij muziekuitgeverij Chappell Music, maar wilde het in eerste instantie niet uit laten brengen omdat zowel hijzelf als zijn vriendin het niet goed genoeg vonden.
In 1987 nam Dayne contact op met Chappell om te vragen of zij niet-opgenomen demo's van nummers hadden liggen. Zo kwam zij in aanraking met "Tell It to My Heart", dat in eerste instantie eerder in 1987 door Louisa Florio voor de Canadese uitgave van haar album werd opgenomen. Dayne voelde zich direct verwant aan het lied en vertelde hier later over: "Ik vond dat de hook iets had, het was vrolijk." Haar vader leende haar $6.000 om de demoversie op te nemen. Deze track werd zo'n succes dat Dayne binnen acht weken haar complete debuutalbum op moest nemen.
"Tell It to My Heart" werd uitgebracht als de debuutsingle van Dayne en werd direct een groot succes. In de Verenigde Staten piekte het op de zevende plaats in de Billboard Hot 100, terwijl in de Britse UK Singles Chart de derde plaats werd gehaald. Het werd een nummer 1-hit in onder meer Denemarken, Duitsland, Oostenrijk en Zwitserland en kwam ook in Australië, Canada, Finland, Griekenland, Ierland, Nieuw-Zeeland, Noorwegen, Panama, Spanje en Zweden in de top 10 terecht. In Nederland kwam het tevens op nummer 1 terecht in zowel de Top 40 als de Nationale Hitparade Top 100, terwijl in Vlaanderen de tweede positie in een voorloper van de Ultratop 50 werd gehaald. Dayne ontving voor het nummer in 1989 een nominatie voor een Grammy Award in de categorie Best Pop Vocal Performance, Female, maar verloor hierin van "Fast Car" van Tracy Chapman.
"Tell It to My Heart" werd in 1995 geremixt voor Daynes verzamelalbum Greatest Hits. Ter promotie werd het uitgebracht als single en bereikte het plaats 23 in de UK Singles Chart. In 2023 bracht Cash Cash een remix uit met nieuw opgenomen zang door Dayne.

## Hitnoteringen

### Nederlandse Top 40
| Hitnotering: 05-03-1988 t/m 07-05-1988 | Hitnotering: 05-03-1988 t/m 07-05-1988 | Hitnotering: 05-03-1988 t/m 07-05-1988 | Hitnotering: 05-03-1988 t/m 07-05-1988 | Hitnotering: 05-03-1988 t/m 07-05-1988 | Hitnotering: 05-03-1988 t/m 07-05-1988 | Hitnotering: 05-03-1988 t/m 07-05-1988 | Hitnotering: 05-03-1988 t/m 07-05-1988 | Hitnotering: 05-03-1988 t/m 07-05-1988 | Hitnotering: 05-03-1988 t/m 07-05-1988 | Hitnotering: 05-03-1988 t/m 07-05-1988 | Hitnotering: 05-03-1988 t/m 07-05-1988 |
| Week                                   | 1                                      | 2                                      | 3                                      | 4                                      | 5                                      | 6                                      | 7                                      | 8                                      | 9                                      | 10                                     |                                        |
| -------------------------------------- | -------------------------------------- | -------------------------------------- | -------------------------------------- | -------------------------------------- | -------------------------------------- | -------------------------------------- | -------------------------------------- | -------------------------------------- | -------------------------------------- | -------------------------------------- | -------------------------------------- |
| Nummer                                 | 20                                     | 10                                     | 5                                      | 3                                      | 1                                      | 2                                      | 3                                      | 6                                      | 9                                      | 24                                     | uit                                    |

### Nationale Hitparade Top 100
| Hitnotering: 13-02-1988 t/m 28-05-1988 | Hitnotering: 13-02-1988 t/m 28-05-1988 | Hitnotering: 13-02-1988 t/m 28-05-1988 | Hitnotering: 13-02-1988 t/m 28-05-1988 | Hitnotering: 13-02-1988 t/m 28-05-1988 | Hitnotering: 13-02-1988 t/m 28-05-1988 | Hitnotering: 13-02-1988 t/m 28-05-1988 | Hitnotering: 13-02-1988 t/m 28-05-1988 | Hitnotering: 13-02-1988 t/m 28-05-1988 | Hitnotering: 13-02-1988 t/m 28-05-1988 | Hitnotering: 13-02-1988 t/m 28-05-1988 | Hitnotering: 13-02-1988 t/m 28-05-1988 | Hitnotering: 13-02-1988 t/m 28-05-1988 | Hitnotering: 13-02-1988 t/m 28-05-1988 | Hitnotering: 13-02-1988 t/m 28-05-1988 | Hitnotering: 13-02-1988 t/m 28-05-1988 | Hitnotering: 13-02-1988 t/m 28-05-1988 | Hitnotering: 13-02-1988 t/m 28-05-1988 |
| Week                                   | 1                                      | 2                                      | 3                                      | 4                                      | 5                                      | 6                                      | 7                                      | 8                                      | 9                                      | 10                                     | 11                                     | 12                                     | 13                                     | 14                                     | 15                                     | 16                                     |                                        |
| -------------------------------------- | -------------------------------------- | -------------------------------------- | -------------------------------------- | -------------------------------------- | -------------------------------------- | -------------------------------------- | -------------------------------------- | -------------------------------------- | -------------------------------------- | -------------------------------------- | -------------------------------------- | -------------------------------------- | -------------------------------------- | -------------------------------------- | -------------------------------------- | -------------------------------------- | -------------------------------------- |
| Nummer                                 | 100                                    | 86                                     | 40                                     | 14                                     | 12                                     | 4                                      | 1                                      | 2                                      | 2                                      | 3                                      | 6                                      | 15                                     | 28                                     | 52                                     | 58                                     | 66                                     | uit                                    |